# すおう (多用途支援艦)
すおう（ローマ字：JS Suō, AMS-4302）は、海上自衛隊の保有する多用途支援艦で、ひうち型多用途支援艦の2番艦。諸外国海軍の 航洋曳船（オーシャンタグ）に相当する。
本記事は、本艦の艦暦について主に取り扱っているため、性能や装備等の概要についてはひうち型多用途支援艦を参照されたい。

## 概要
この艦級における艦名は灘の名前に由来しており、「すおう」は周防灘に由来する。
当初は武装を有していなかったが、後に艦橋上両舷に12.7mm機関銃用銃架が設置された。
なお、12.7mm機関銃は搭載火器扱いであり、常時銃架に設置されているわけではなく、必要に応じて設置される。
ひうち型は前期建造艦と後期建造艦で装備が異なるが、「すおう」は前期建造艦であるため、外洋行動時の運用性・居住性向上のための減揺タンクと、潜水艦に対する訓練支援用の水中通話機が装備されていない。

## 艦歴
「すおう」は、中期防衛力整備計画に基づく平成13年度計画980トン型多用途支援艦4302号艦として、ユニバーサル造船京浜事業所で2002年9月19日に起工され、2003年4月25日に進水、2004年3月16日に就役し、横須賀地方隊に編入された。
2007年10月13日から10月15日、日本主催のPSI海上阻止訓練に陸上自衛隊第101特殊武器防護隊、護衛艦「いかづち」、「まきなみ」、試験艦「あすか」、掃海母艦「うらが」と7か国の海軍の艦船及び部隊と共にパシフィック・シールド07に参加した。
2008年2月20日、横須賀地方隊に新造の同型5番艦「えんしゅう」が編入されたことに伴い、大湊地方隊に編成替え。定係港が大湊に転籍。
2011年3月11日に発生した東北地方太平洋沖地震による東日本大震災に対し、災害派遣される。
2012年4月15日、陸奥湾で墜落した第25航空隊所属SH-60Jの捜索に参加。
2015年10月20日午前8時頃、宗谷岬北東90kmを南西に航行するウダロイⅠ級ミサイル駆逐艦2隻とロプーチャⅡ級戦車揚陸艦077を発見、監視した。その後宗谷海峡を通峡してオホーツク海から日本海に入っている。
2017年4月3日、地方隊の部隊改編により、大湊地方隊直轄から大湊警備隊隷下に編成替え。
2018年9月6日、同日未明に発生した北海道胆振東部地震に対し、災害派遣。
同年11月25日、「大湊海自カレーフェス」にて同艦のカレーが初代チャンピオンとなった。
2025年3月24日、大湊地方隊の大湊地区隊への改編に伴い、横須賀警備隊隷下に編成替え。なお、定係港は大湊から変更なし。
同年6月、多用途支援艦「ひうち」とロシア海軍ヴィシニャ級情報収集艦（艦番号「208」）の警戒監視・情報収集を行った。
現在の定係港は大湊である。